# Bageos
Bageos (grč. Bagaeus) je bio perzijski plemić i sin Artonta kojeg je 520. pr. Kr. Darije Veliki, vladar Perzijskog Carstva, poslao na opasno putovanje s naredbom da se pogubi odmetnuti lidijski satrap Oret.
Herodot piše kako je Darije Veliki dao pogubiti Oreta, a kao razlozi navode se njegovo odbijanje da pošalje vojsku Dariju, ili kako se sam pobunio protiv novog vladara. Ipak, na Darijevim Behistunskim natpisima Oret se ne spominje u kontekstu pobunjenika. Jedino što grčki povjesničar spominje jest kako je Bageosa bio poslao Darije u Sard, gdje je čitao kraljevu poruku Oretovim podanicima. Prvo je pročitao dio koji kaže „Perzijanci! Darije vam zabranjuje da služite Oreta!“, nakon čega su njegovi vojnici spustili koplja a kada je Begeos vidio kako nisu privrženi satrapu, s olakšanjem je pročitao i ostatak; „Darije kaže: Perzijanci u Sardu moraju ubiti Oreta!“, nakon čega je pogubljen. Pretpostavlja se kako je Oreta na mjestu lidijskog satrapa nasljedio upravo Bageos, a njega Otan koji je osvojio Samos i priključio ga Perzijskom Carstvu.

## Poveznice
- Darije Veliki
- Oret
- Otan

| Prethodnik:                  | Satrap Lidije (520. - 517. pr. Kr.) | Nasljednik:                |
| Oret (530-ih - 520. pr. Kr.) | Satrap Lidije (520. - 517. pr. Kr.) | Otan (517. - 513. pr. Kr.) |

## Vanjske poveznice
- Bageos (Bagaeus), AncientLibrary.com
- Popis lidijskih satrapa (Livius.org, Jona Lendering)  Arhivirana inačica izvorne stranice od 6. ožujka 2009. (Wayback Machine)